# Burnel Okana-Stazi
Burnel Okana-Stazi (Gamboma, 10 luglio 1983) è un calciatore congolese (Repubblica del Congo), centrocampista del Samut Sakhon City.

## Carriera

### Club
Ha giocato nella prima divisione ucraina e nelle serie minori dei campionati ucraino e thailandese.

### Nazionale
Nel 2005 ha esordito in nazionale.

## Statistiche

### Cronologia presenze e reti in nazionale
| Cronologia completa delle presenze e delle reti in nazionale ― Rep. del Congo | Cronologia completa delle presenze e delle reti in nazionale ― Rep. del Congo | Cronologia completa delle presenze e delle reti in nazionale ― Rep. del Congo | Cronologia completa delle presenze e delle reti in nazionale ― Rep. del Congo | Cronologia completa delle presenze e delle reti in nazionale ― Rep. del Congo | Cronologia completa delle presenze e delle reti in nazionale ― Rep. del Congo | Cronologia completa delle presenze e delle reti in nazionale ― Rep. del Congo | Cronologia completa delle presenze e delle reti in nazionale ― Rep. del Congo |
| Data                                                                          | Città                                                                         | In casa                                                                       | Risultato                                                                     | Ospiti                                                                        | Competizione                                                                  | Reti                                                                          | Note                                                                          |
| ----------------------------------------------------------------------------- | ----------------------------------------------------------------------------- | ----------------------------------------------------------------------------- | ----------------------------------------------------------------------------- | ----------------------------------------------------------------------------- | ----------------------------------------------------------------------------- | ----------------------------------------------------------------------------- | ----------------------------------------------------------------------------- |
| 8-2-2005                                                                      | Libreville                                                                    | Gabon                                                                         | 1 – 0                                                                         | Rep. del Congo                                                                | Amichevole                                                                    | -                                                                             | 65’                                                                           |
| 19-3-2005                                                                     | Libreville                                                                    | Gabon                                                                         | 0 – 0                                                                         | Rep. del Congo                                                                | Amichevole                                                                    | -                                                                             | 82’                                                                           |
| 7-9-2008                                                                      | Brazzaville                                                                   | Rep. del Congo                                                                | 1 – 0                                                                         | Mali                                                                          | Qual. Mondiali 2010                                                           | -                                                                             | 79’                                                                           |
| 11-10-2008                                                                    | Omdurman                                                                      | Sudan                                                                         | 2 – 0                                                                         | Rep. del Congo                                                                | Qual. Mondiali 2010                                                           | -                                                                             | 66’                                                                           |
| 10-10-2010                                                                    | Brazzaville                                                                   | Rep. del Congo                                                                | 3 – 1                                                                         | eSwatini                                                                      | Qual. Coppa d'Africa 2012                                                     | -                                                                             | 54’ 70’                                                                       |
| 27-3-2011                                                                     | Brazzaville                                                                   | Rep. del Congo                                                                | 0 – 3                                                                         | Ghana                                                                         | Qual. Coppa d'Africa 2012                                                     | -                                                                             | 55’                                                                           |
| Totale                                                                        |                                                                               | Presenze                                                                      | 6                                                                             |                                                                               | Reti                                                                          | 0                                                                             |                                                                               |